# Sallie Chisholm

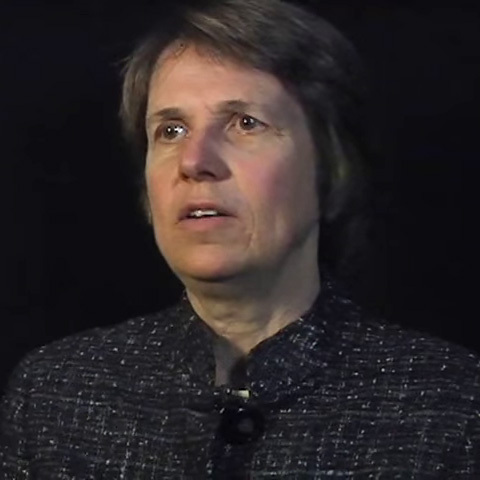
Sallie Chisholm

Sallie „Penny“ Watson Chisholm (* 5. November 1947 in Marquette) ist eine US-amerikanische Ozeanographin und Meeresbiologin.

## Leben
Chisholm studierte am Skidmore College mit dem Bachelor-Abschluss 1969 und wurde 1974 an der State University of New York in Albany in Biologie promoviert. Als Postdoktorandin war sie bis 1976 am Scripps Institute of Oceanography in San Diego. Ab 1976 war sie Professorin am Massachusetts Institute of Technology (MIT) und regelmäßig am Woods Hole Meeresforschungslabor, dessen Programm in Ozeanographie sie 1988 bis 1995 leitete. Ab 1993 war sie Biologieprofessorin am MIT und ab 2002 Professorin für Umweltstudien (Lee and Geraldine Martin Professor of Environmental Studies). Sie ist sowohl in der Fakultät für Bau- und Umweltingenieurwesen als auch in der Fakultät für Biologie. Im Jahr 2002 wurde sie dort eine der Leiterinnen von Terrascope und der Earth System Initiative.

## Wirken
Chisholm untersuchte Ernährung und Lebenszyklen von Phytoplankton im Meer und fand dabei Ende der 1980er-Jahre, dass Cyanobakterien (besonders Prochlorococcus marinus) bei der Photosynthese (und in anderen globalen Kreisläufen) eine erheblich größere Rolle spielen als bis dahin angenommen. Sie trat im Rahmen der Debatte zu Lösungen aus der Klimakrise als Kritikerin von Vorschlägen zur Eisendüngung hervor, um den Rückgang von Plankton aufgrund der Klimaerwärmung entgegenzuwirken. Hierzu sagte sie einmal: „Wenn es für ein Unternehmen rentabel ist, wäre es für viele rentabel, was zu Ausbeutung und einer klassischen Tragik der Allmende führen würde.“
Sie schrieb zwei populärwissenschaftliche Kinderbücher über ihre Arbeit.

## Auszeichnungen
2010 erhielt sie die Alexander Agassiz Medal, 1991 den Rosenstiel Award in Ozeanographie, 2012 den  Ruth Patrick Award der Association for the Sciences of Limnology and Oceanography, 2013 den Ramon Margalef Prize und 2011 die National Medal of Science. Für 2019 wurde Chisholm der Crafoord-Preis zugesprochen, für 2022 die Benjamin Franklin Medal. Sie ist Mitglied der National Academy of Sciences, der American Academy of Arts and Sciences (seit 1992) und der American Association for the Advancement of Science. 1997/98 war sie Guggenheim Fellow.